# Estadio Chacarita Juniors
Das Estadio Chacarita Juniors ist ein Fußballstadion im argentinischen Villa Maipú (Partido San Miguel), Provinz Buenos Aires. Das Stadion ist nicht nur die Heimspielstätte und im Besitz des Fußballvereins CA Chacarita Juniors, sondern wird auch anderweitig genutzt.

## Geschichte
Das Stadion in der Calle Gutierrez 351 wurde 1945 eröffnet. Die Eröffnungspartie der Chacarita Juniors war ein Freundschaftsspiel am 8. Juli 1945 gegen die Uruguayische Fußballnationalmannschaft (0:1).
Von 2008 bis 2011 wurde das Estadio Chacarita Juniors renoviert. Heute fasst die Anlage 24.300 Zuschauer.